# Харабалі
Харабалі — місто (з 1974) в Астраханській області Росії, адміністративний центр Харабалінського району та муніципального утворення «Місто Харабалі».
За 40 км на південь від міста розташовані руїни Сарай-Бату, колишньої столиці Золотої Орди, археологічний пам'ятник XIII століття. За 70 км на південь від міста — Хошеутовський хурул (калмицький буддійський монастир), Архітектурний пам'ятник XIX століття.

## Географія
Місто розташоване на лівому березі річки Ашулук, за 142 км на північ Астрахані. Місто перетинає автодорога Астрахань — Ахтубінськ — Волгоград. Залізнична станція Харабалінська на лінії Верхній Баскунчак — Астрахань.

### Клімат
- Середньорічна температура повітря — 10,7 °C
- Відносна вологість повітря — 59,1%
- Середня швидкість вітру — 3,9 м/с

| Середньодобова температура повітря в Харабалі за даними NASA | Середньодобова температура повітря в Харабалі за даними NASA | Середньодобова температура повітря в Харабалі за даними NASA | Середньодобова температура повітря в Харабалі за даними NASA | Середньодобова температура повітря в Харабалі за даними NASA | Середньодобова температура повітря в Харабалі за даними NASA | Середньодобова температура повітря в Харабалі за даними NASA | Середньодобова температура повітря в Харабалі за даними NASA | Середньодобова температура повітря в Харабалі за даними NASA | Середньодобова температура повітря в Харабалі за даними NASA | Середньодобова температура повітря в Харабалі за даними NASA | Середньодобова температура повітря в Харабалі за даними NASA | Середньодобова температура повітря в Харабалі за даними NASA |
| січні                                                        | лютому                                                       | березня                                                      | квітні                                                       | травня                                                       | червень                                                      | липні                                                        | серпня                                                       | вересні                                                      | жовтні                                                       | листопаді                                                    | грудні                                                       | Рік                                                          |
| -4,3 °C                                                      | -4,0 °C                                                      | 2,0 °C                                                       | 11,8 °C                                                      | 19,2 °C                                                      | 24,4 °C                                                      | 26,9 °C                                                      | 24,7 °C                                                      | 18,3 °C                                                      | 10,6 °C                                                      | 1,7 °C                                                       | -3,4 °C                                                      | 10,7 °C                                                      |
| ------------------------------------------------------------ | ------------------------------------------------------------ | ------------------------------------------------------------ | ------------------------------------------------------------ | ------------------------------------------------------------ | ------------------------------------------------------------ | ------------------------------------------------------------ | ------------------------------------------------------------ | ------------------------------------------------------------ | ------------------------------------------------------------ | ------------------------------------------------------------ | ------------------------------------------------------------ | ------------------------------------------------------------ |

## Історія
Село Харабалі засновано в 1789 на високому пагорбі селянами з Воронезької, Курської та Тамбовської губерній.
Існує кілька версій походження назви. За однією, назва села походить від бугра, який колись розділяв село на дві частини. «Харабалі» в перекладі з калмицького «чорний бугор». За іншою, назва походить від назви казахського аулу Карабайли, що розташовувався на цьому місці. Казахи досі так називають цю місцевість.
В 1876 на народні кошти майстрами з Москви за участю місцевих умільців почали зводити двоповерхову, цегляну, з п'яти куполів церкву. У 1889 церква відкрила свої двері для парафіян.
Широку популярність селу принесли знамениті сади.
В 1930 засновані колгосп «Новий шлях» та риболовецький колгосп «Червоні ловці». У 1932 в почалося будівництво консервного заводу, в липні 1936 він був пущений в лад.
У період з 30-х по початок 40-х років були побудовані середня школа № 5, будівля райвиконкому, партійний кабінет, сільський клуб, кінотеатр на 450 місць, лікарня на 35 ліжок, в центрі посаджено парк, працювали їдальня, бібліотека, промкомбінат, харчокомбінат
Наприкінці 1940-х почалося масове озеленення. У середині 1950-х років при прокладанні першого водопроводу на вулицях були висаджені плодові дерева.
У 1974 село Харабалі перетворено в місто районного підпорядкування. Воно стає центром сільського господарства та промисловості.

## Населення
| 1897    | 1959    | 1970    | 1979    | 1989    | 1992    | 1996    |
| ------- | ------- | ------- | ------- | ------- | ------- | ------- |
| 3500    | ↗9664   | ↗14 261 | ↗17 043 | ↗18 566 | ↗18 700 | ↗19 100 |
| 1998    | 2000    | 2001    | 2002    | 2003    | 2005    | 2006    |
| ↘18 900 | ↘18 800 | ↘18 600 | ↘18 296 | ↗18 300 | ↘18 200 | ↘18 100 |
| 2007    | 2008    | 2009    | 2010    | 2011    | 2012    | 2013    |
| →18 100 | →18 100 | ↗18 117 | →18 117 | ↘18 100 | ↗18 178 | ↗18 275 |
| 2014    | 2015    | 2016    | 2017    |         |         |         |
| ↘18 146 | ↘18 041 | ↗18 097 | ↘18 031 |         |         |         |

## Економіка
- харчова промисловість (птахофабрика «Харабалінская»);
- деревообробна (меблі) та лісгосп (ділова деревина, дрова, відновлення лісу);
- будівельна промисловість (будматеріали).